# Oliver Möller (Fußballspieler)
Oliver Möller (* 27. Dezember 1968) ist ein ehemaliger deutscher Fußballspieler.

## Karriere
Oliver Möllers Heimatverein ist der SV Lurup, für den er ab der E-Jugend spielte. Der gelernte Bankkaufmann spielte im April 1992 beim Hamburger SV im Training vor und überzeugte. Im Frühling 1992 schaffte er mit Lurup den Aufstieg in die Oberliga. Der 1,94 Meter große, kopfballstarke Verteidiger wurde beim HSV Vertragsamateur. Er war ebenfalls Amateurauswahlspieler für den Hamburger Fußball-Verband. Möller bestritt in der Saison 1992/93 ein Spiel in der Bundesliga. Am 33. Spieltag stand er auf dem Platz, als die Hamburger im Nordderby 0:5 gegen Werder Bremen verloren. Zur Saison 1994/95 kehrte Möller zum SV Lurup zurück, nachdem er ein Angebot des HSV, weiter als Vertragsamateur zu spielen, abgelehnt hatte. Spätere Stationen waren SC V/W Billstedt, Concordia Hamburg und der VfL 93 Hamburg.

### Attentat
Im Januar 1994 wurde Möller bei einem Hallenturnier in der Stuttgarter Hanns-Martin-Schleyer-Halle Opfer eines Attentats. Möller saß auf der Tribüne, als ihm eine Frau mit einem Messer in den unteren Rückenbereich stach. Dabei wurden Zwerchfell, Leber und Lungenlappen verletzt, Möller verlor viel Blut. Nach der Erstversorgung durch anwesende Ärzte in der Halle wurde Möller in ein Krankenhaus eingeliefert und kurzzeitig auf die Intensivstation verlegt. Zur Behandlung der Verletzungen war eine Operation notwendig. Rund eineinhalb Wochen nach der Tat wurde er aus dem Stuttgarter Krankenhaus entlassen. Mitte März 1994 wirkte Möller bei den HSV-Amateuren erstmals nach dem Attentat wieder in einem Punktspiel mit. Die taubstumme Täterin, die wegen „versuchten Mordes, begangen im Zustand der Schuldunfähigkeit“ angeklagt wurde, wurde laut Gerichtsurteil in eine psychiatrische Klinik eingewiesen.